# Stalker (serie televisiva)
Stalker è una serie televisiva statunitense di genere poliziesco creata da Kevin Williamson e trasmessa durante la stagione televisiva 2014-2015 sul canale CBS.
La serie ha debuttato negli Stati Uniti il 1º ottobre 2014 ed è stata cancellata l'8 maggio 2015 dopo una sola stagione e 20 episodi trasmessi, terminando con un cliffhanger irrisolto. in Italia è stata trasmessa per la prima volta dal 28 ottobre 2015 sul canale digitale a pagamento Premium Crime, mentre in chiaro viene trasmessa dal 17 luglio 2016 prima su Rete 4 ed in seguito su TOP Crime.

## Trama
Il tenente Beth Davis e il detective Jack Larsen indagano su vari casi di stalking per la Threat Assessment Unit del Los Angeles Police Department.

## Episodi
| Stagione       | Episodi | Prima TV originale | Prima TV Italia |
| -------------- | ------- | ------------------ | --------------- |
| Prima stagione | 20      | 2014-2015          | 2015            |

## Personaggi e interpreti

### Personaggi principali
- detective Jack Larsen, interpretato da Dylan McDermott, doppiato da Fabio Boccanera.
- tenente Beth Davis, interpretata da Maggie Q, doppiata da Francesca Fiorentini.
- detective Janice Lawrence, interpretata da Mariana Klaveno, doppiata da Domitilla D'Amico.
- detective Ben Caldwell, interpretato da Victor Rasuk, doppiato da Francesco Venditti.
- Amanda Taylor, interpretata da Elisabeth Röhm, doppiata da Roberta Pellini.

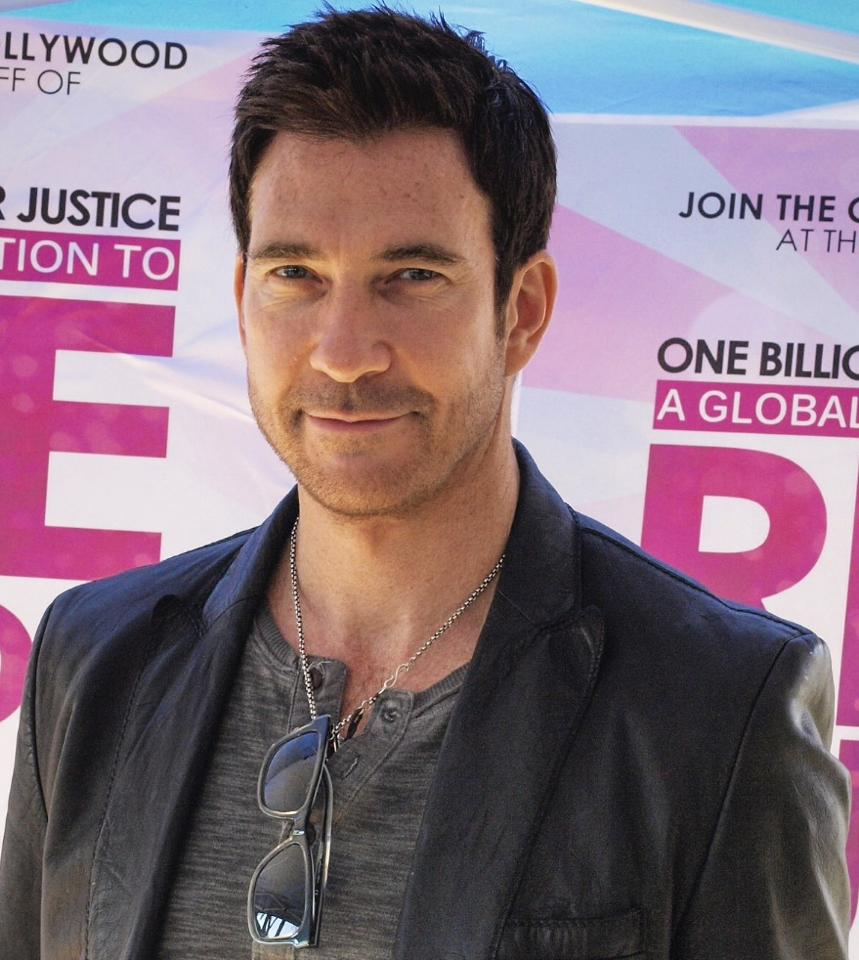
Dylan McDermott interpreta Jack Larsen
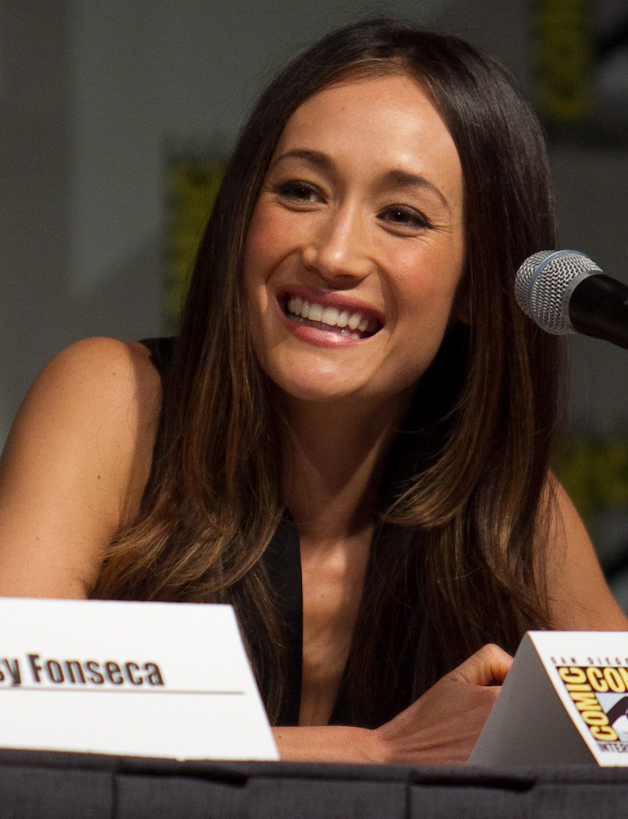
Maggie Q interpreta Beth Davis
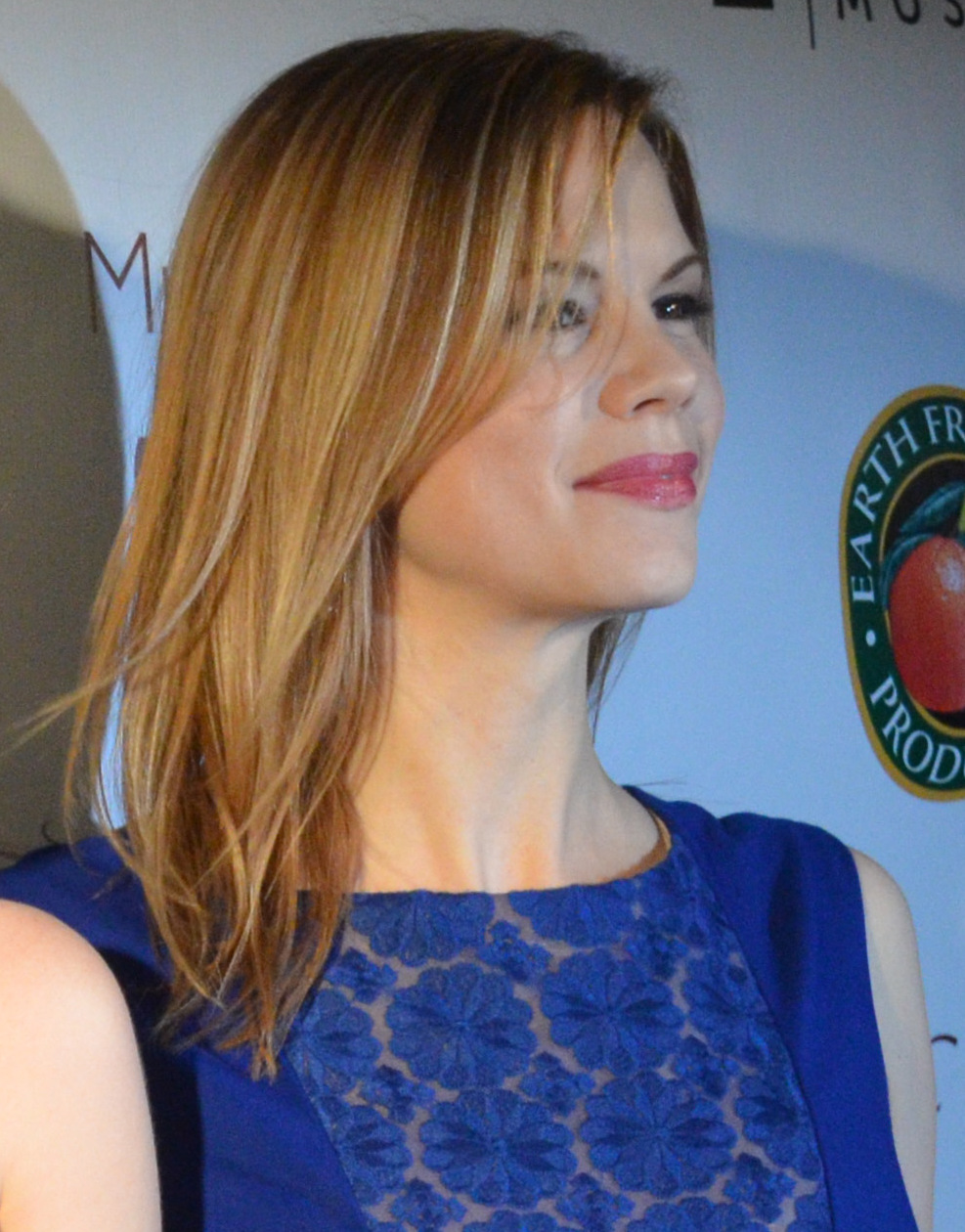
Mariana Klaveno interpreta Janice Lawrence
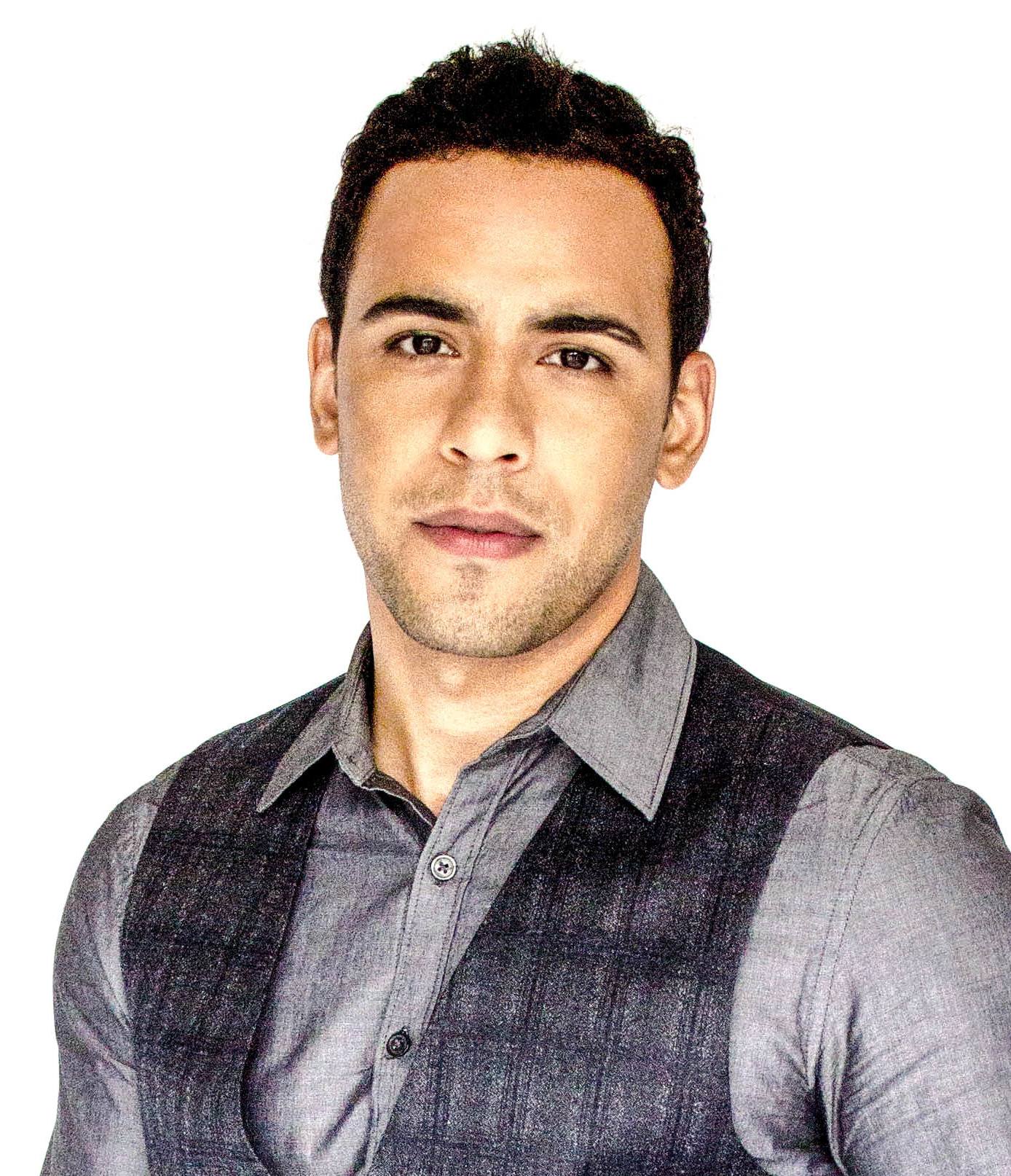
Victor Rasuk interpreta Ben Caldwell
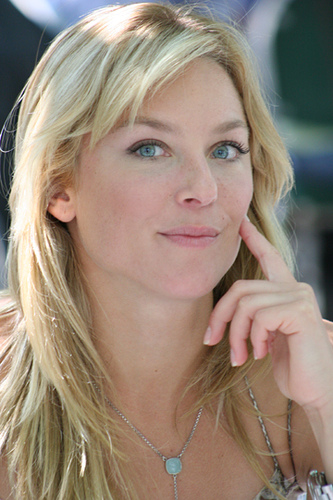
Elisabeth Röhm interpreta Amanda Taylor

### Personaggi ricorrenti
- Tracy Wright, interpretata da Tara Summers, doppiata da Laura Romano.
- Perry "Brody" Whitley, interpretato da Erik Stocklin, doppiato da Flavio Aquilone.
- Ray, interpretato da Eion Bailey, doppiato da Alessandro Quarta.
- Ethan Taylor, interpretato da Gabriel Bateman, doppiato da Gabriele Caprio.
- Trent Wilkes, interpretato da Warren Kole, doppiato da Francesco Pezzulli.
- Belle, interpretata da Chelsea Harris, doppiata da Vanina Marini.
- Vicki Gregg, interpretata da Mira Sorvino, doppiata da Ilaria Stagni.